# Fabio Albergati
Pour les articles homonymes, voir Albergati.
Fabio Albergati (né à Bologne en 1538 et mort dans la même ville le 15 août 1606) était un diplomate et écrivain italien, connu pour sa théorie politique et en tant que moraliste.

## Biographie
Fabio Albergati est né à Bologne en 1538. Il est le fils de Filippo, de la puissante famille des Albergati, et de Giulia Bargellini. Après avoir étudié le droit, il rejoint la cour d'Urbino au service de Guidobaldo II della Rovere. Plus tard, il s'installe à Rome, au service du duc de Sora, Giacomo Boncompagni, fils du nouveau pape Grégoire XIII. Fabio Albergati entame une activité diplomatique constante, qui se poursuivit même après la mort de Grégoire XIII en 1585. Le Pape Sixte V l'envoie comme ambassadeur à Urbino auprès du duc Francesco Maria II della Rovere, dont Albergati avait été précepteur auparavant. Innocent IX en 1591 le nomme responsable de la Rocca Paolina la forteresse de Pérouse. Bien que Fabio Albergati soit également lié aux papes suivants, il retourne plus constamment à Urbino, où Francesco Maria II l'a en grande estime, à tel point qu'il lui confie des missions diplomatiques auprès de la maison de Savoie et de la République de Venise et se servait de ses conseils pour établir les statuts de ses propres possessions.
Fabio Albergati est mort à Bologne le 15 août 1606, le cardinal Niccolò Albergati-Ludovisi est un de ses enfants.

## Œuvres principales

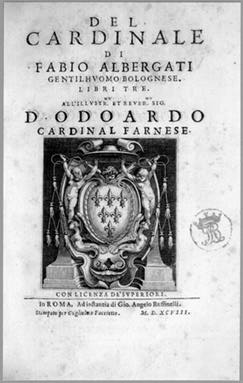
Titre de la page d'Albergati de Del Cardinale.

Fabio Albergati a écrit contre le duel en 1583, à un moment où son employeur était actif contre le banditisme. Il a écrit une attaque très détaillée sur la théorie de Jean Bodin sur les institutions. Il considère que la raison d'État est soumise au machiavélisme. Son De la Republica regia publié en 1627 est une analyse sur  Machiavel.